# Jabučje (Pivara)
Jabučje (em cirílico: Јабучје) é uma vila da Sérvia localizada no município de Pivara, pertencente ao distrito de Šumadija, na região de Šumadija. A sua população era de 160 habitantes segundo o censo de 2011.

## Demografia
| 1948 | 1953 | 1961 | 1971 | 1981 | 1991 | 2002 | 2011 |
| ---- | ---- | ---- | ---- | ---- | ---- | ---- | ---- |
| 370  | 370  | 355  | 258  | 240  | 195  | 154  | 160  |